# Distretto di Na Dun
Il distretto di Na Dun (in thailandese: นาดูน) è un distretto (amphoe) della Thailandia, situato nella provincia di Maha Sarakham.